# ساكند إكستينكشن
ساكند إكستينكشن (بالإنجليزية: Second Extinction)‏ هي لعبة تصويب منظور شخص أول  من تطوير ونشر شركة أفالنش ستوديوز، تم الأعلان عن اللعبة في 7 مايو 2020 ومن المقرر أن تصدر على أجهزة مايكروسوفت ويندوز، إكس بوكس ون وإكس بوكس سيريس إكس وسيريس إس.